# Tony Bill

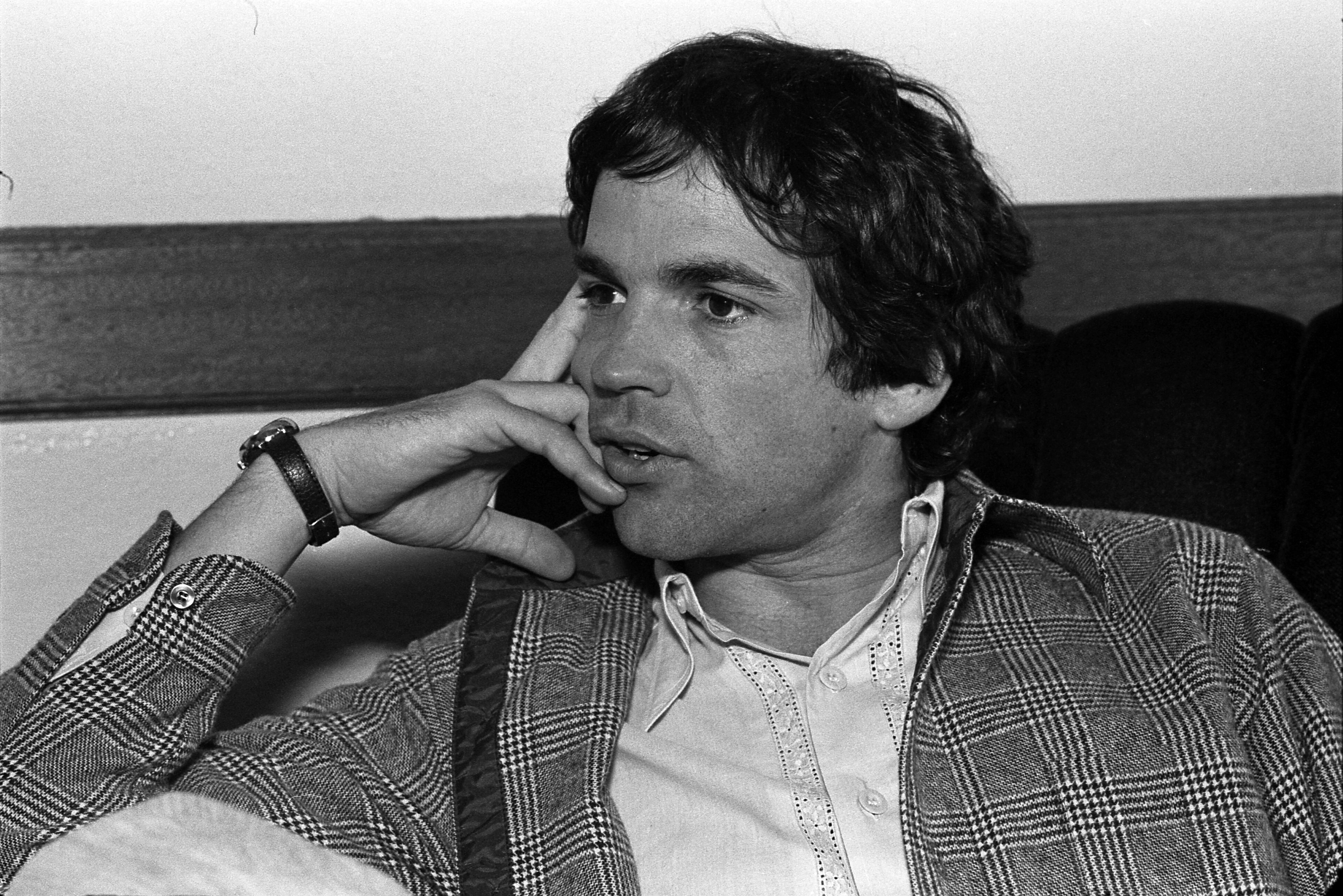
Tony Bill (1978)

Tony Bill (* 23. August 1940 in San Diego, Kalifornien) ist ein US-amerikanischer Regisseur, Produzent und Schauspieler.

## Leben
Tony Bill verließ 1962 die University of Notre Dame mit dem Major in Englisch und Kunst. Seine Karriere im Filmgeschäft begann er als Schauspieler mit seiner ersten Rolle 1963. Er hatte zahlreiche Rollen in verschiedenen Filmen und vor allem Serien wie u. a. Bonanza. Sein schauspielerisches Schaffen umfasst 60 Produktionen.
1972 gab er sein Debüt als Filmproduzent und zwei Jahre später gewann er zusammen mit Julia Phillips und Michael Phillips den Oscar für Der Clou, welcher als „Bester Film“ ausgezeichnet wurde. Im Jahre 1980 gab er sein Debüt als Filmregisseur mit dem Film Die Schulhofratten von Chicago. Es folgten mehr als 30 Film- und Fernsehproduktionen, bei denen er die Regie übernahm. Als Ausführender Produzent war er zuletzt an Abgang mit Stil (2017) beteiligt.
Tony Bill ist zum zweiten Mal verheiratet und Vater zweier Töchter.

## Auszeichnungen (Auswahl)
Oscars
- 1974 – Auszeichnung mit dem Oscar für den „Besten Film“.

## Filmografie (Auswahl)

### Als Schauspieler
- 1963: Wenn mein Schlafzimmer sprechen könnte (Come Blow Your Horn)
- 1965: Der Lohn der Mutigen (None But The Brave)
- 1966: Big Boy, jetzt wirst Du ein Mann! (You're a Big Boy Now)
- 1966: Bonanza (Fernsehserie, Folge Der Schwur)
- 1968: Wie klaut man ein Gemälde? (Never a Dull Moment)
- 1968: Eisstation Zebra
- 1970: Der Indianer (Flap)
- 1975: Shampoo
- 1977: Washington: Hinter verschlossenen Türen (Washington: Behind Closed Doors) (Fernseh-Miniserie)
- 1987: Unter Null (Less Than Zero)
- 1998: Naked City – Justice with a Bullet (Naked City: Justice with a Bullet)

### Als Produzent
- 1973: Der Clou (The Sting)
- 1979: Die Rentner-Gang (Going in Style)
- 1987: Pinguine in der Bronx (Five Corners)
- 1993: Real Love (Untamed Heart)
- 1997: Der Macher – Im Sumpf der Korruption (Fixer)
- 2001: Die Zeit der Schmetterlinge (In the Time of the Butterflies)

### Als Regisseur
- 1987: Pinguine in der Bronx (Five Corners)
- 1990: Nichts ist irrer als die Wahrheit (Crazy People)
- 1993: Real Love (Untamed Heart)
- 1994: Eine Weihnacht (One Christmas, Fernsehfilm)
- 1996: Urteil ohne Gerechtigkeit (Beyond the Call)
- 1997: Oliver Twist
- 2006: Flyboys – Helden der Lüfte (Flyboys)
- 2007: Pictures of Hollis Woods